# Reloj molecular

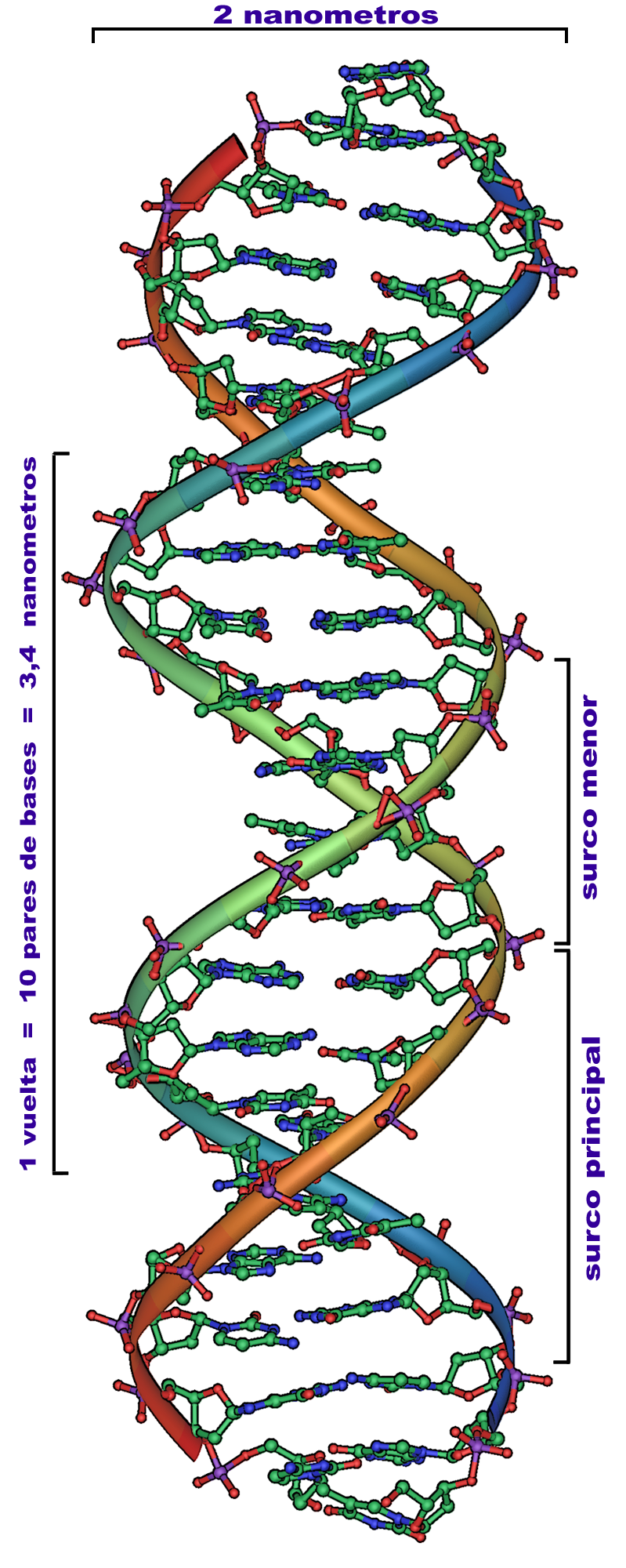
Estructura general de una sección de ADN.

En genética, el reloj molecular es una técnica para datar la divergencia de dos especies. Deduce el tiempo pasado a partir del número de diferencias entre dos secuencias de ADN. 
La noción de «reloj molecular» fue acuñada por dos científicos; Emile Zuckerkandl y Linus Pauling, quienes en 1962 subrayaron que la cantidad de diferencias en los aminoácidos de la hemoglobina entre linajes encajaba con la tasa evolutiva de divergencia basada en la evidencia fósil. Esta observación fue generalizada, afirmando que la tasa de cambio evolutivo de cualquier proteína específica era aproximadamente constante a lo largo del tiempo y de diferentes linajes. Asimismo, se aplicó a la evolución de las secuencias de ADN, en particular a la teoría de la evolución neutra.
Más tarde, Allan Wilson y Vincent Sarich, a partir de su trabajo y el de Motoo Kimura (1968) observaron que los errores espontáneos en la replicación del ADN causan mutaciones que dirigen la evolución molecular, y que la acumulación de diferencias evolutivas neutrales entre dos secuencias podía usarse para medir el tiempo, si pudiera calibrarse la tasa de error de la replicación del ADN. Para ello, se utilizaron como referencias pares de grupos de especies vivas cuya fecha de especiación era ya conocida a partir del registro fósil. 
En principio, se asumió que la tasa de error de la replicación del ADN era constante —no a lo largo del tiempo, sino en todas las especies y en cualquier parte del genoma que quisiese compararse—. Dado que las enzimas que replican el ADN difieren muy ligeramente entre especies, a priori esta hipótesis parecía razonable. Sin embargo, conforme fue acumulándose evidencia molecular, la hipótesis de la constancia de la tasa de cambio se demostró falsa, al menos como hipótesis general. No obstante, a pesar de que la hipótesis del reloj molecular no puede asumirse completamente, funciona muchas veces, aunque ha de comprobarse en cada caso.
La técnica del reloj molecular es una herramienta importante en la sistemática molecular. El conocimiento de la tasa aproximada de evolución molecular en ciertos grupos de linajes facilita el establecimiento de fechas de eventos filogenéticos no documentados en el registro fósil, como la divergencia de taxones vivos y la formación del árbol filogenético.